# Мото Гран-Прі Австралії
Мо́то Гран-Прі Австралії — етап змагань чемпіонату світу із шосейно-кільцевих мотогонок MotoGP, що відбувається на автомотодромі «Філіп-Айленд», розташованому на острові Філіпа у штаті Вікторія, Австралія.

## Історія
Змагання з мотоспорту на «Філіп-Айленд» вперше відбулись у 1914 році. Це були змагання місцевого рівня, вони відбувались і протягом наступних років. Лише з сезону 1989 року ці змагання входять до календаря чемпіонату світу MotoGP.
У 1989 і 1990 роках Гран-Прі Австралії відбулося на «Філіп-Айленд», з 1991 по 1996 роки — на трасі у Сіднеї; з 1997 року по теперішній час — знову в «Філіп-Айленд».
Крім того, що етап відбувався на різних мототреках, його часове знаходження в сезонному календарі першості кілька разів змінювалося. Дебютна гонка у 1989 році була першою в календарі, в наступному році — останньою, згодом знову проводилась на початку сезону. Останні Гран-Прі Австралії відбуваються в кінці чемпіонату, зазвичай воно передує фінальному етапу, що проходить у Валенсії.
Перед початком сезону 2013 року на автомотодромі було проведено укладку нового асфальтного покриття. Це посприяло збільшенню зчеплення коліс мотоциклів з поверхнею треку, що позитивно вплинуло на зменшення загального часу проходження кола, але були і недоліки — внаслідок зміни покриття зменшився ресурс покришок. Розрахунки інженерів компанії Bridgestone (офіційного постачальника шин MotoGP) показав, що поверхня покришок може зруйнуватись уже через 14 кіл. Враховуючи, що протяжність гонки у класі MotoGP згідно правил має становити 120 км, що відповідає 27 колам на «Філіп-Айленд», було прийнято рішення про скорочення гонки до 26 кіл та про обов'язкову зміну шин через 13. Оскільки на відміну від Формули-1 замінити покришки на мотоциклі є технічно складніше, то гонщики повинні будуть заїхати у бокси і пересісти на вже підготовлений мотоцикл з новими шинами. Безпосередньо перед початком гонки у класі MotoGP дирекція оголосила про ще більше скорочення кількості кіл — у гонці їх мало бути лише 19, причому гонщики повинні були заїхати на зміну резини на 9-му, або 10-му колі гонки. Це стало першим таким випадком в історії чемпіонату світу MotoGP.
Перед гонкою сезону 2014 на території автомотодрому було встановлено бронзові погруддя трьох легендарних австралійських чемпіонів: Вейна Гарднера, Міка Дуейна та Кейсі Стоунера.
Гонка сезону 2015 стала однією із найцікавіших у сезоні, за що у спеціалістів отримала назву «новий рівень» — в ній у безкомпромісній боротьбі зійшлись 4 гонщики Марк Маркес, Хорхе Лоренсо, Андреа Янноне та Валентіно Россі, а розподіл перших чотирьох місць визначився на останньому колі.

## Переможці Гран-Прі Австралії

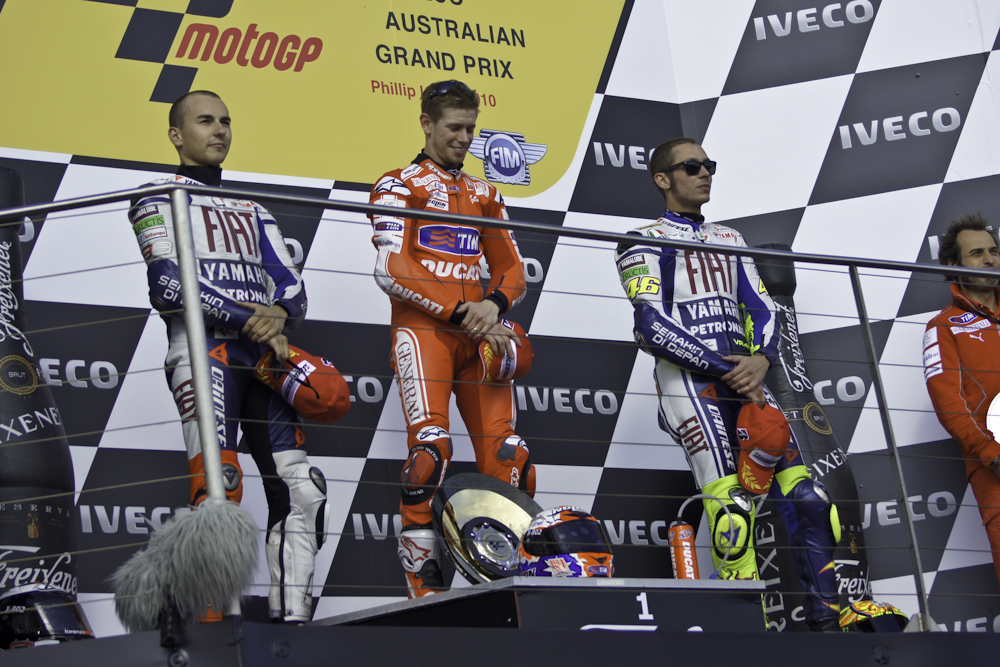
Подіум у класі MotoGP 2010 року: Хорхе Лоренсо, Кейсі Стоунер та Валентіно Россі (зліва направо)

| Сезон | Трек         | Moto3            | Moto2             | MotoGP          | Звіт |
| ----- | ------------ | ---------------- | ----------------- | --------------- | ---- |
| 2022  | Філіп-Айленд | Ісан Гевара      | Алонсо Лопес      | Алекс Рінс      | Звіт |
| 2016  | Філіп-Айленд | Бред Біндер      | Томас Люті        | Кел Кратчлоу    | Звіт |
| 2015  | Філіп-Айленд | Мігел Олівейра   | Алекс Рінс        | Марк Маркес     | Звіт |
| 2014  | Філіп-Айленд | Джек Міллер      | Маверік Віньялес  | Валентіно Россі | Звіт |
| 2013  | Філіп-Айленд | Алекс Рінс       | Пол Еспаргаро     | Хорхе Лоренсо   | Звіт |
| 2012  | Філіп-Айленд | Сандро Кортезі   | Пол Еспаргаро     | Кейсі Стоунер   | Звіт |
| Сезон | Трек         | 125cc            | Moto2             | MotoGP          | Звіт |
| 2011  | Філіп-Айленд | Сандро Кортезі   | Алекс де Анджеліс | Кейсі Стоунер   | Звіт |
| 2010  | Філіп-Айленд | Марк Маркес      | Алекс де Анджеліс | Кейсі Стоунер   | Звіт |
| Сезон | Трек         | 125сс            | 250cc             | MotoGP          | Звіт |
| 2009  | Філіп-Айленд | Хуліан Сімон     | Марко Сімончеллі  | Кейсі Стоунер   | Звіт |
| 2008  | Філіп-Айленд | Майк Ді Меліо    | Марко Сімончеллі  | Кейсі Стоунер   | Звіт |
| 2007  | Філіп-Айленд | Лукаш Пешек      | Хорхе Лоренсо     | Кейсі Стоунер   | Звіт |
| 2006  | Філіп-Айленд | Альваро Баутіста | Хорхе Лоренсо     | Марко Меландрі  | Звіт |
| 2005  | Філіп-Айленд | Томас Люті       | Дані Педроса      | Валентіно Россі | Звіт |
| 2004  | Філіп-Айленд | Андреа Довіціозо | Себастьян Порто   | Валентіно Россі | Звіт |
| 2003  | Філіп-Айленд | Андреа Баллеріні | Роберто Ролфо     | Валентіно Россі | Звіт |
| 2002  | Філіп-Айленд | Мануель Поджиалі | Марко Меландрі    | Валентіно Россі | Звіт |
| Сезон | Трек         | 125сс            | 250сс             | 500cc           | Звіт |
| 2001  | Філіп-Айленд | Йоуїчі Уї        | Дайдзіро Като     | Валентіно Россі | Звіт |
| 2000  | Філіп-Айленд | Масао Азума      | Олівьє Жаке       | Макс Бьяджі     | Звіт |
| 1999  | Філіп-Айленд | Марко Меландрі   | Валентіно Россі   | Тадаюкі Окада   | Звіт |
| 1998  | Філіп-Айленд | Масао Азума      | Валентіно Россі   | Мік Дуейн       | Звіт |
| 1997  | Філіп-Айленд | Нобору Уеда      | Ральф Вальдман    | Алекс Крівіль   | Звіт |
| 1996  | Істерн Крік  | Гаррі МакКой     | Макс Бьяджі       | Лоріс Капіроссі | Звіт |
| 1995  | Істерн Крік  | Харучіка Аокі    | Ральф Вальдман    | Мік Дуейн       | Звіт |
| 1994  | Істерн Крік  | Казуто Саката    | Макс Бьяджі       | Джон Кочінські  | Звіт |
| 1993  | Істерн Крік  | Дірк Родіс       | Тетсуя Харада     | Кевін Швантс    | Звіт |
| 1992  | Істерн Крік  | Ральф Вальдман   | Лука Кадалора     | Мік Дуейн       | Звіт |
| 1991  | Істерн Крік  | Лоріс Капіроссі  | Лука Кадалора     | Вейн Рейні      | Звіт |
| 1990  | Філіп-Айленд | Лоріс Капіроссі  | Джон Кочінські    | Вейн Гарднер    | Звіт |
| 1989  | Філіп-Айленд | Алекс Крівіль    | Сіто Понс         | Вейн Гарднер    | Звіт |

Примітка. Дані офіційного сайту MotoGP